# Калинова (права притока Кринки)
Калинова — річка в Амвросіївському районі Донецької області, права притока річки Кринки.

## Опис
Довжина річки приблизно 5  км, похил річки — 8,5 м/км. Споруджено ставок. 

## Розташування
Калинова бере початок на сході від селища Лисиче. Спочатку тече на північний схід, а потім на південний схід. Між Калиновим і Успенкою впадає у річку Кринку, праву притоку Міуса.
Ліва притока - балка Сухий Яр довжиною приблизно 3 км.